# Нирманарати
Небеса Нирманарати (санскр. nirmânarati, пали : nimmânarati — букв. «наслаждающиеся собственными магическими творениями») — в буддийской космологии пятое из шести местопребываний (дэвалок «сферы желаний» — камадхату) богов-дэвов, ниже находятся небеса Тушита, а выше — небеса Паринимитра-вашавартин.